# 1994-es közgyűlési választások Zala megyében
Az 1994-es megyei közgyűlési választásokat december 11-én bonyolították le, az általános önkormányzati választások részeként.
Zala megyében a szavazásra jogosultak bő többsége, mintegy nyolcvanezer polgár ment el szavazni. A szavazók tizenkét szervezet jelöltjei közül választhattak.
A legtöbb szavazatot a jobboldali összefogás pártjai, az FKGP, a Fidesz, a KDNP, az MDF és a Vállalkozók Pártja kapták. Ennek ellenére a közgyűlési többséget az MSZP, az SZDSZ, az Agrárszövetség és a Balatoni Szövetség összesen 23 képviselője jelentette a negyven fős közgyűlésben. Három megyei érdekeltségű szervezet nem jutott be a megyeházára.
A közgyűlés új elnöke Varga László, az MSZP kistelepülési listavezetője, az 1990 óta hivatalban lévő alelnök lett.

## A választás rendszere
A megyei közgyűlési választásokat az országosan megrendezett általános önkormányzati választások részeként tartották meg. A szavazók a településük polgármesterére és a helyi képviselőkre is ekkor adhatták le a szavazataikat.
1994 őszén az országgyűlés alapvetően megváltoztatta a megyei közgyűlésekre vonatkozó választási eljárást.
A közgyűlési választásokon a községek, nagyközségek és városok polgárai szavazhattak. A megyei jogú városban élők – mivel nem tartoztak a megye joghatósága alá – nem vettek részt a megyei közgyűlés megválasztásában.
A megye területét két választókerületre osztották, az egyikbe a legfeljebb 10 ezer lakóval bíró kistelepülések, a másikba az ennél népesebb középvárosok tartoztak. A választásokon pártok, társadalmi, ill. nemzetiség szervezetek állíthattak listákat. A szavazatokat a két választókerületben külön-külön számolták össze és osztották el arányosan az adott kerületben az érvényes szavazatok 4%-át elérő szervezetek között.

### Választókerületek
|                                             | Település | Lakó    | Választó- polgár | Megyei képviselő |
| ------------------------------------------- | --------- | ------- | ---------------- | ---------------- |
| Kistelepülések 10 ezer lakóig               | 254       | 168 954 | 130 224          | 35               |
| Középvárosok 10 ezer lakó fölött            | 1         | 22 856  | 17 577           | 5                |
| Közgyűlési választókerületek                | 255       | 191 810 | 147 801          | 40               |
| Megyei jogú város Nagykanizsa, Zalaegerszeg | 2         | 118 404 | (95 428)         | –                |
| Összesen                                    | 257       | 310 214 | (243 229)        | 40               |

Zala megyében a közgyűlés létszáma 40 fő volt. A kistelepülési választókerületben 35, a középvárosiban pedig 5 képviselőt választhattak meg. Nagykanizsa és Zalaegerszeg, mint megyei jogú városok nem tartoztak a megye joghatósága alá, s így polgáraik nem is szavazhattak a megye önkormányzatának összetételéről.
A közgyűlést a megye 250 községének és nagyközségének, illetve öt városának polgárai választhatták meg. Az öt város közül azonban csak egyetlen egyben, Keszthelyen éltek tízezernél többen, így a középvárosi választókerület egybeesett a balatonparti várossal.
A választásra jogosult polgárok száma 148 ezer volt. A polgárok közül minden nyolcadik lakott a középvárosi (keszthelyi) választókerületben, míg túlnyomó többségük a kistelepülési kerületben élt.
A legkevesebb választópolgár a Lenti kistérséghez tartozó Gosztola (16) és Felsőszenterzsébet (17) községekben élt, míg a legtöbb Keszthely (17 577) városában lakott.
| A közgyűlési választók eloszlása településméret szerint | A közgyűlési választók eloszlása településméret szerint | A közgyűlési választók eloszlása településméret szerint | A közgyűlési választók eloszlása településméret szerint | A közgyűlési választók eloszlása településméret szerint | A közgyűlési választók eloszlása településméret szerint |
| Településméret (lakók száma)                            | Településméret (lakók száma)                            | Település                                               | Választójogosult                                        | Választójogosult                                        | Megjegyzés                                              |
| ------------------------------------------------------- | ------------------------------------------------------- | ------------------------------------------------------- | ------------------------------------------------------- | ------------------------------------------------------- | ------------------------------------------------------- |
|                                                         |                                                         |                                                         |                                                         |                                                         |                                                         |
| Kistelepülési választókerület                           |                                                         |                                                         |                                                         |                                                         |                                                         |
|                                                         | 1 – 100                                                 | 28                                                      | 1 472                                                   | 1,00%                                                   | legkisebb község: Gosztola                              |
| 101 – 600                                               | 137                                                     | 34 334                                                  | 23,22%                                                  |                                                         |                                                         |
| 601 – 1 300                                             | 62                                                      | 42 833                                                  | 28,97%                                                  |                                                         |                                                         |
| 1 301 – 3 000                                           | 20                                                      | 26 246                                                  | 17,75%                                                  |                                                         |                                                         |
| 3 001 – 5 000                                           | 4                                                       | 12 189                                                  | 8,24%                                                   | város: Hévíz (1993), Letenye                            |                                                         |
| 5 001 – 10 000                                          | 2                                                       | 13 224                                                  | 8,94%                                                   | Zalaszentgrót, Lenti                                    |                                                         |
|                                                         |                                                         | 253                                                     | 130 298                                                 | 88,11%                                                  |                                                         |
|                                                         |                                                         |                                                         |                                                         |                                                         |                                                         |
| Középvárosi választókerület                             |                                                         |                                                         |                                                         |                                                         |                                                         |
|                                                         | 10 000 fölött                                           | 1                                                       | 17 577                                                  | 11,89%                                                  | Keszthely                                               |
|                                                         |                                                         |                                                         |                                                         |                                                         |                                                         |
| Összesen                                                | Összesen                                                | 254                                                     | 147 875                                                 | 100%                                                    |                                                         |

## Előzmények

### 1990, az első közgyűlés
1990-ben a megyei közgyűléseket közvetett módon választották meg. A választás módjából fakadóan az eredmények párterőviszonyok kifejezésére nem voltak alkalmasak.
A közgyűlés alakuló ülésére 1990. december 29-én került sor. A megjelent ötven képviselő közül 43 szavazatával a közgyűlés elnökévé választották Pálfi Dénes kertészmérnököt, volt országgyűlési képviselőt. Az alelnöki posztra a volt megyei tanácselnök, Varga László kapott bizalmat.

## Jelöltállítás
Tizenkét szervezet vett részt a jelöltállítási folyamatban. A kistelepülési választókerületben nyolc listát állítottak, míg a középvárosiban négyet. A jelöltek száma összesen 186 volt (162+24).
A listák nagyobb részét az országos pártok állították, a jelöltek számában pedig elsöprő többséggel bírtak. A tizenkét szervezet közül négy megyei gyökerű társadalmi szervezet volt, kettő országgyűlésen kívüli, hat pedig országgyűlési képviselettel bíró párt volt.

### Listák
Lista állításához mind a két választókerületben külön-külön kellett ajánlásokat gyűjteni. Ezen az egy választáson a többes ajánlás volt érvényben, ami szerint egy választópolgár több listára is adhatott ajánlást. Az ajánlások gyűjtésére bő két hét állt rendelkezésre – november 6. és 21. között. Ez alatt az idő alatt a választókerületi polgárok 0,5%-ának ajánlását kellett megszerezni. A Zala megyei kistelepülési választókerületben ez 651, a középvárosiban 88 ajánlást jelentett. Lehetőség volt önálló és közös listák állítására is. A közös listák esetében ugyanannyi ajánlásra volt szükség, mint az önállóak esetében. Arra is volt lehetőség, hogy egy szervezet csak az egyik választókerületben állítson listát, sőt arra is, hogy a két választókerületben más-más szövetségesekkel induljon közös listán.
Az országgyűlési pártok mindegyike részt vett a jelöltállítási folyamatban. Az MSZP és az SZDSZ önálló listát állított, míg a jobboldali pártok közös listákat állítottak (a két választókerületben eltérő összetételben). Az országos pártok közül még az Agrárszövetség állított önálló listát.
Négy társadalmi szervezet vett részt a választási versengésben. A Balatoni Szövetség, a söjtöri méhészek, a mezőgazdasági termelők szövetsége és a Zalaapáti Falubarát Egyesület.
| Kistelepülési választókerület | Kistelepülési választókerület | Kistelepülési választókerület | Kistelepülési választókerület | Szervezet    | Szervezet                                                      | Szervezet    | Szervezet    | Középvárosi választókerület | Középvárosi választókerület | Középvárosi választókerület | Középvárosi választókerület |
| #.                            | lista neve                    | típusa                        | jelöltek száma                |              | neve                                                           | jellege      | hatóköre     | #.                          | lista neve                  | típusa                      | jelöltek száma              |
| ----------------------------- | ----------------------------- | ----------------------------- | ----------------------------- | ------------ | -------------------------------------------------------------- | ------------ | ------------ | --------------------------- | --------------------------- | --------------------------- | --------------------------- |
| helyi és megyei szervezetek   |                               |                               |                               |              |                                                                |              |              |                             |                             |                             |                             |
| 6.                            | Zalaapáti Falubarát Egy.      | önálló                        | 1                             |              | Zalaapáti Falubarát Egyesület                                  | társ.        | helyi        |                             |                             |                             |                             |
| 3.                            | Mezőgazdasági Szöv.           | önálló                        | 3                             |              | Mezőgazdasági Szövetkezetek és Termelők Zala Megyei Szövetsége | társ.        | megyei       |                             |                             |                             |                             |
| 4.                            | Söjtöri Méhészek              | önálló                        | 5                             |              | Söjtöri Területi Méhész Szervezet                              | társ.        | megyei       |                             |                             |                             |                             |
| 7.                            | Balatoni Szövetség            | önálló                        | 6                             |              | Balatoni Szövetség Zala Megye                                  | társ.        | megyei       |                             |                             |                             |                             |
| országos pártok               |                               |                               |                               |              |                                                                |              |              |                             |                             |                             |                             |
| 1.                            | Agrárszövetség                | önálló                        | 9                             |              | Agrárszövetség                                                 | párt         | országos     |                             |                             |                             |                             |
| 5.                            | SZDSZ                         | önálló                        | 35                            |              | Szabad Demokraták Szövetsége                                   | párt         | országos     | 3.                          | SZDSZ                       | önálló                      | 5                           |
| 2.                            | MSZP                          | önálló                        | 35                            |              | Magyar Szocialista Párt                                        | párt         | országos     | 1.                          | MSZP                        | önálló                      | 7                           |
|                               |                               |                               |                               |              | Liberális Polgári Szövetség Vállalkozók Pártja                 | párt         | országos     | 2.                          | KDNP-FKGP-VP                | közös                       | 7                           |
| 8.                            | FKGP-Fidesz-KDNP-MDF          | közös                         | 68                            |              | Független Kisgazda-, Földmunkás- és Polgári Párt               | párt         | országos     | 2.                          | KDNP-FKGP-VP                | közös                       | 7                           |
| 8.                            | FKGP-Fidesz-KDNP-MDF          | közös                         | 68                            |              | Kereszténydemokrata Néppárt                                    | párt         | országos     | 2.                          | KDNP-FKGP-VP                | közös                       | 7                           |
| 8.                            | FKGP-Fidesz-KDNP-MDF          | közös                         | 68                            |              | Fiatal Demokraták Szövetsége                                   | párt         | országos     | 4.                          | Fidesz-MDF                  | közös                       | 5                           |
| 8.                            | FKGP-Fidesz-KDNP-MDF          | közös                         | 68                            |              | Magyar Demokrata Fórum                                         | párt         | országos     | 4.                          | Fidesz-MDF                  | közös                       | 5                           |
| 8 lista                       | 8 lista                       | 8 lista                       | 162                           | 12 szervezet | 12 szervezet                                                   | 12 szervezet | 12 szervezet | 4 lista                     | 4 lista                     | 4 lista                     | 24                          |

A többes ajánlás lehetősége miatt bizonytalan az ajánlási folyamatban részt vevő polgárok száma. Annyi bizonyos, hogy legalább hétszáznegyven polgár közreműködésére volt szükség. Azt feltételezve, hogy a többes ajánlás lehetőségével csak a polgárok fele élt (és azzal is csak egy esetben), akkor közel háromezer választójogosulttal számolhatunk. Ha pedig senki sem élt volna a többes ajánlás lehetőségvel, akkor legalább 5560 polgár közreműködésére lett volna szükség, ennyi lista állításához. (Ez a választójogosultak 2,9%-ának felel meg.)

### Jelöltek
| Kistelepülési választókerület | Lista | Lista                    | Középvárosi választókerület |
| ----------------------------- | ----- | ------------------------ | --------------------------- |
| Horváth Ottó                  |       | Agrárszövetség           |                             |
| Szalóky Jenő                  |       | Balatoni Szövetség       |                             |
|                               |       | Fidesz-MDF               | Horváth Alajos              |
| Bagó József                   |       | FKGP-Fidesz-KDNP-MDF     |                             |
|                               |       | KDNP-FKGP-VP             | dr. Jakus Péter             |
| Harangozó Zoltán István       |       | Mezőgazdasági Szöv.      |                             |
| Varga László                  |       | MSZP                     | Veér Miklós                 |
| dr. Szinku Mihály             |       | Söjtöri Méhészek         |                             |
| dr. Szigethy István           |       | SZDSZ                    | dr. Kulcsár Péter           |
| Farkas Ernő                   |       | Zalaapáti Falubarát Egy. |                             |
|                               |       |                          |                             |

| Agrárszövetség |
| --- |
| |
| Horváth Ottó |
| Fazekas Istvánné Vas Mária |
| Lővey István |
| Bohár Margit |
| Jandó László |
| \| További jelöltek \| \| ---------------- \| \| Bereczky Szilárd \| \| Kálóczy Mátyás \| \| Mileji László \| \| dr. Sifter Lajos \| |
| További jelöltek |
| Bereczky Szilárd |
| Kálóczy Mátyás |
| Mileji László |
| dr. Sifter Lajos |

| További jelöltek |
| ---------------- |
| Bereczky Szilárd |
| Kálóczy Mátyás   |
| Mileji László    |
| dr. Sifter Lajos |

| MSZP |
| --- |
| |
| Varga László |
| dr. Balogh Miklós |
| Guitprechtné Molnár Erzsébet |
| Horváth József |
| Gombás József |
| \| További jelöltek \| \| ---------------- \| \| Rostonics László \| \| Szabó Vendel \| \| Schmidt István \| \| dr. Szabó Balázs \| \| Góra Balázs \| \| Lóránth József \| \| Mizik Józsefné \| \| Szép Ferenc \| \| Váradi Istvánné \| \| Vas Imréné \| \| dr. Kovács Lajos \| \| Blazsetin István \| \| Kiss Imre \| \| Oláh György \| \| Kópicz Csaba \| \| Tornyos Csaba \| \| Pál Zoltán \| \| Sipos János \| \| Tímár László \| \| Gergely Albert \| \| Kósi József \| \| Bedő István \| \| Horváth Marianna \| \| Mezőfi József \| \| Turboly László \| \| Németh Edit \| \| Bognár Árpád \| \| Bóbics Lajos \| \| Kollár Gyula \| \| dr. Szántó Endre \| |
| További jelöltek |
| Rostonics László |
| Szabó Vendel |
| Schmidt István |
| dr. Szabó Balázs |
| Góra Balázs |
| Lóránth József |
| Mizik Józsefné |
| Szép Ferenc |
| Váradi Istvánné |
| Vas Imréné |
| dr. Kovács Lajos |
| Blazsetin István |
| Kiss Imre |
| Oláh György |
| Kópicz Csaba |
| Tornyos Csaba |
| Pál Zoltán |
| Sipos János |
| Tímár László |
| Gergely Albert |
| Kósi József |
| Bedő István |
| Horváth Marianna |
| Mezőfi József |
| Turboly László |
| Németh Edit |
| Bognár Árpád |
| Bóbics Lajos |
| Kollár Gyula |
| dr. Szántó Endre |

| További jelöltek |
| ---------------- |
| Rostonics László |
| Szabó Vendel     |
| Schmidt István   |
| dr. Szabó Balázs |
| Góra Balázs      |
| Lóránth József   |
| Mizik Józsefné   |
| Szép Ferenc      |
| Váradi Istvánné  |
| Vas Imréné       |
| dr. Kovács Lajos |
| Blazsetin István |
| Kiss Imre        |
| Oláh György      |
| Kópicz Csaba     |
| Tornyos Csaba    |
| Pál Zoltán       |
| Sipos János      |
| Tímár László     |
| Gergely Albert   |
| Kósi József      |
| Bedő István      |
| Horváth Marianna |
| Mezőfi József    |
| Turboly László   |
| Németh Edit      |
| Bognár Árpád     |
| Bóbics Lajos     |
| Kollár Gyula     |
| dr. Szántó Endre |

| Mezőgazdasági Szöv.     |
| ----------------------- |
|                         |
| Harangozó Zoltán István |
| Boda László             |
| Horváth Zoltán          |
|                         |
|                         |

| Söjtöri Méhészek  |
| ----------------- |
|                   |
| dr. Szinku Mihály |
| Nátrán János      |
| Klujber László    |
| Jordán Ferenc     |
| Máté László       |

| SZDSZ |
| --- |
| |
| dr. Szigethy István |
| Horváth Gyula |
| Tislér István |
| Kósa László |
| Zentai György |
| \| További jelöltek \| \| -------------------- \| \| Kozma János Károly \| \| Béres Márton \| \| Kovács Tamás Sándor \| \| Szőke János \| \| Ari Miklós \| \| Rácz József \| \| dr. Péterfalvi Andor \| \| dr. Pesti János \| \| Tislér Jolán \| \| Kiss Gábor \| \| Deiszinger József \| \| Hatos Tibor \| \| Varga Lajos \| \| Farkas Károly \| \| Szabó Antal \| \| Mogyorósi József \| \| Boda Józsefné \| \| Réffy József \| \| Takács Csaba \| \| Hencsei Sándor \| \| Bereczki János \| \| Farkas György \| \| dr. Lukács Levente \| \| Nemcsics Mária \| \| Szűcs Péter \| \| Tóth Ferenc \| \| ifj. Simon Endre \| \| Zsovár László \| \| Csordás István \| \| Janda László \| |
| További jelöltek |
| Kozma János Károly |
| Béres Márton |
| Kovács Tamás Sándor |
| Szőke János |
| Ari Miklós |
| Rácz József |
| dr. Péterfalvi Andor |
| dr. Pesti János |
| Tislér Jolán |
| Kiss Gábor |
| Deiszinger József |
| Hatos Tibor |
| Varga Lajos |
| Farkas Károly |
| Szabó Antal |
| Mogyorósi József |
| Boda Józsefné |
| Réffy József |
| Takács Csaba |
| Hencsei Sándor |
| Bereczki János |
| Farkas György |
| dr. Lukács Levente |
| Nemcsics Mária |
| Szűcs Péter |
| Tóth Ferenc |
| ifj. Simon Endre |
| Zsovár László |
| Csordás István |
| Janda László |

| További jelöltek     |
| -------------------- |
| Kozma János Károly   |
| Béres Márton         |
| Kovács Tamás Sándor  |
| Szőke János          |
| Ari Miklós           |
| Rácz József          |
| dr. Péterfalvi Andor |
| dr. Pesti János      |
| Tislér Jolán         |
| Kiss Gábor           |
| Deiszinger József    |
| Hatos Tibor          |
| Varga Lajos          |
| Farkas Károly        |
| Szabó Antal          |
| Mogyorósi József     |
| Boda Józsefné        |
| Réffy József         |
| Takács Csaba         |
| Hencsei Sándor       |
| Bereczki János       |
| Farkas György        |
| dr. Lukács Levente   |
| Nemcsics Mária       |
| Szűcs Péter          |
| Tóth Ferenc          |
| ifj. Simon Endre     |
| Zsovár László        |
| Csordás István       |
| Janda László         |

| Zalaapáti Falub.E. |
| ------------------ |
|                    |
| Farkas Ernő        |
|                    |
|                    |
|                    |
|                    |

| Balatoni Szövetség                                                  |
| ------------------------------------------------------------------- |
|                                                                     |
| Szalóky Jenő                                                        |
| Seffer Imre                                                         |
| Gyuk János                                                          |
| Csizmadia Ferenc                                                    |
| dr. Moll Károly                                                     |
| \| További jelöltek \| \| ---------------- \| \| Horváth Tihamér \| |
| További jelöltek                                                    |
| Horváth Tihamér                                                     |

| További jelöltek |
| ---------------- |
| Horváth Tihamér  |

| FKGP-Fidesz-KDNP-MDF |
| --- |
| |
| Bagó József |
| Császár József |
| Rudics Róbert |
| Nagy Kálmán |
| Nemes Kálmán |
| \| További jelöltek \| \| -------------------------- \| \| Huszti Zoltán Ferenc \| \| Györe József \| \| Medvéssy Lajos \| \| dr. Kalmár Béla \| \| dr. Belák Péter \| \| Dobos Béla \| \| dr. Zsiga Zsolt \| \| dr. Hegedűs Mihály \| \| Tarnóczky Attila László \| \| Bedenek József \| \| Szalai Annamária \| \| Csordás József \| \| Sziráki István \| \| dr. Szabó Csaba \| \| Simonné Székely Emőke \| \| Hóbor János \| \| Gaál László \| \| Mazzag József \| \| Bartusch Géza \| \| Piff József \| \| Vancsura Miklós \| \| dr. Szabó Imre \| \| Rejtélyné Nagy Gabriella \| \| Béres Tibor \| \| Müller Imre József \| \| Horváth László Imre \| \| Bangó Judit \| \| Plánky Ferenc \| \| Schifter Ferenc \| \| dr. Tóth Tihamér \| \| Simonné Várnai Mária \| \| Simon Géza \| \| dr. Niklesz Tibor \| \| Szabó István Tibor \| \| Tóth Tamás \| \| Ádám Sándor \| \| Pintér Attila \| \| Horváth Zoltán \| \| id. Huszár István \| \| dr. Selmeczy Kamill György \| \| Avas Kálmán \| \| Németh Tamás \| \| Nyakas László \| \| Tombi Lajos \| \| Porkoláb Csaba \| \| Bazsó János \| \| Schmidt István \| \| Tatár Lajos \| \| Lancsák József \| \| Molnár Imre \| \| Czupi Gyula \| \| Horváth Amália Mária \| \| Péter József \| \| Targuba Árpád \| \| Sasvár Gyula Árpád \| \| Adorján Péter \| \| Stamler Lajos \| \| dr. Bod Tibor \| \| Ternácz Ferenc \| \| Hegedűs Ferenc Vilmos \| \| Garamvölgyi György \| \| Kajtár Miklós \| \| dr. Gyenes Géza \| |
| További jelöltek |
| Huszti Zoltán Ferenc |
| Györe József |
| Medvéssy Lajos |
| dr. Kalmár Béla |
| dr. Belák Péter |
| Dobos Béla |
| dr. Zsiga Zsolt |
| dr. Hegedűs Mihály |
| Tarnóczky Attila László |
| Bedenek József |
| Szalai Annamária |
| Csordás József |
| Sziráki István |
| dr. Szabó Csaba |
| Simonné Székely Emőke |
| Hóbor János |
| Gaál László |
| Mazzag József |
| Bartusch Géza |
| Piff József |
| Vancsura Miklós |
| dr. Szabó Imre |
| Rejtélyné Nagy Gabriella |
| Béres Tibor |
| Müller Imre József |
| Horváth László Imre |
| Bangó Judit |
| Plánky Ferenc |
| Schifter Ferenc |
| dr. Tóth Tihamér |
| Simonné Várnai Mária |
| Simon Géza |
| dr. Niklesz Tibor |
| Szabó István Tibor |
| Tóth Tamás |
| Ádám Sándor |
| Pintér Attila |
| Horváth Zoltán |
| id. Huszár István |
| dr. Selmeczy Kamill György |
| Avas Kálmán |
| Németh Tamás |
| Nyakas László |
| Tombi Lajos |
| Porkoláb Csaba |
| Bazsó János |
| Schmidt István |
| Tatár Lajos |
| Lancsák József |
| Molnár Imre |
| Czupi Gyula |
| Horváth Amália Mária |
| Péter József |
| Targuba Árpád |
| Sasvár Gyula Árpád |
| Adorján Péter |
| Stamler Lajos |
| dr. Bod Tibor |
| Ternácz Ferenc |
| Hegedűs Ferenc Vilmos |
| Garamvölgyi György |
| Kajtár Miklós |
| dr. Gyenes Géza |

| További jelöltek           |
| -------------------------- |
| Huszti Zoltán Ferenc       |
| Györe József               |
| Medvéssy Lajos             |
| dr. Kalmár Béla            |
| dr. Belák Péter            |
| Dobos Béla                 |
| dr. Zsiga Zsolt            |
| dr. Hegedűs Mihály         |
| Tarnóczky Attila László    |
| Bedenek József             |
| Szalai Annamária           |
| Csordás József             |
| Sziráki István             |
| dr. Szabó Csaba            |
| Simonné Székely Emőke      |
| Hóbor János                |
| Gaál László                |
| Mazzag József              |
| Bartusch Géza              |
| Piff József                |
| Vancsura Miklós            |
| dr. Szabó Imre             |
| Rejtélyné Nagy Gabriella   |
| Béres Tibor                |
| Müller Imre József         |
| Horváth László Imre        |
| Bangó Judit                |
| Plánky Ferenc              |
| Schifter Ferenc            |
| dr. Tóth Tihamér           |
| Simonné Várnai Mária       |
| Simon Géza                 |
| dr. Niklesz Tibor          |
| Szabó István Tibor         |
| Tóth Tamás                 |
| Ádám Sándor                |
| Pintér Attila              |
| Horváth Zoltán             |
| id. Huszár István          |
| dr. Selmeczy Kamill György |
| Avas Kálmán                |
| Németh Tamás               |
| Nyakas László              |
| Tombi Lajos                |
| Porkoláb Csaba             |
| Bazsó János                |
| Schmidt István             |
| Tatár Lajos                |
| Lancsák József             |
| Molnár Imre                |
| Czupi Gyula                |
| Horváth Amália Mária       |
| Péter József               |
| Targuba Árpád              |
| Sasvár Gyula Árpád         |
| Adorján Péter              |
| Stamler Lajos              |
| dr. Bod Tibor              |
| Ternácz Ferenc             |
| Hegedűs Ferenc Vilmos      |
| Garamvölgyi György         |
| Kajtár Miklós              |
| dr. Gyenes Géza            |

| MSZP                                                                                           |
| ---------------------------------------------------------------------------------------------- |
|                                                                                                |
| Veér Miklós                                                                                    |
| Kenesei Zoltán                                                                                 |
| dr. Müller Róbert                                                                              |
| Hamvas Endre                                                                                   |
| Hun Lajos                                                                                      |
| \| További jelöltek \| \| ------------------ \| \| dr. Pupos Tibor \| \| Vértesaljai András \| |
| További jelöltek                                                                               |
| dr. Pupos Tibor                                                                                |
| Vértesaljai András                                                                             |

| További jelöltek   |
| ------------------ |
| dr. Pupos Tibor    |
| Vértesaljai András |

| KDNP-FKGP-VP                                                                            |
| --------------------------------------------------------------------------------------- |
|                                                                                         |
| dr. Jakus Péter                                                                         |
| dr. Tóth Lajos                                                                          |
| dr. Lengyel László                                                                      |
| Rózsa László                                                                            |
| dr. Gaál József                                                                         |
| \| További jelöltek \| \| ----------------- \| \| Tóthmárton József \| \| Fülöp Ernő \| |
| További jelöltek                                                                        |
| Tóthmárton József                                                                       |
| Fülöp Ernő                                                                              |

| További jelöltek  |
| ----------------- |
| Tóthmárton József |
| Fülöp Ernő        |

| SZDSZ             |
| ----------------- |
|                   |
| dr. Kulcsár Péter |
| dr. Hajduk Árpád  |
| Tar Ferenc        |
| Pál Ferenc        |
| Tóth János        |

| Fidesz-MDF     |
| -------------- |
|                |
| Horváth Alajos |
| dr. Raák Endre |
| dr. Pap János  |
| Stubán Árpád   |
| Lukács Zoltán  |

## A szavazás menete
A választást 1994. december 11-én bonyolították le. A választópolgárok reggel 6 órától kezdve adhatták le a szavazataikat, egészen a 19 órás urnazárásig.

### Részvétel
| szavazó 54,9% | távolmaradó 45,1% |

| érvényes 93,5% |

| szavazó 54,9% | távolmaradó 45,1% |

| érvényes 93,5% |

Kilenc polgár közül öt ment el szavazni
A 148 ezer szavazásra jogosult polgárból 81 ezer vett részt a választásokon (55%). Közülük több mint ötezren szavaztak érvénytelenül (6,5%).
A részvételi hajlandóság jelentősen eltért a két választókerületben. Míg a kistelepüléseken a polgárok közel 58%-a ment el szavazni, addig Keszthelyen (azaz a középvárosi kerültben) ez az arány alig haladta meg a 34%-ot. (Országos viszonylatban ez utóbbi az egyik legalacsonyabb volt, Zala megyén belül viszont még ez is közepesnek mondható.)
Az érvénytelen szavazatok aránya is a kistelepüléseken volt magasabb (6,8%-2,9%).
| távolmaradó 42,3% | szavazó 57,7% |

|  | érvényes 93,2% |

| távolmaradó 42,3% | szavazó 57,7% |

|  | érvényes 93,2% |

|  |  |

|  |  |

|  |  |

|  |  |

| távolmaradó 42,3% | szavazó 57,7% |

|  | érvényes 93,2% |

| távolmaradó 42,3% | szavazó 57,7% |

|  | érvényes 93,2% |

|  |  |

|  |  |

|  |  |

|  |  |

| Részvételi adatok településméret szerint | Részvételi adatok településméret szerint | Részvételi adatok településméret szerint | Részvételi adatok településméret szerint | Részvételi adatok településméret szerint | Részvételi adatok településméret szerint | Részvételi adatok településméret szerint |
| Lakók száma                              | Lakók száma                              | Település                                | Választó- jogosult                       | Szavazó                                  | Részvétel                                | Legnagyobb/legkisebb részvétel           |
| ---------------------------------------- | ---------------------------------------- | ---------------------------------------- | ---------------------------------------- | ---------------------------------------- | ---------------------------------------- | ---------------------------------------- |
|                                          |                                          |                                          |                                          |                                          |                                          |                                          |
| Kistelepülési választókerület            |                                          |                                          |                                          |                                          |                                          |                                          |
|                                          | 1 – 100                                  | 28                                       | 1 473                                    | 1 239                                    | 84,11%                                   | Dötk 100,00%, Bocska 33,22%              |
| 101 – 600                                | 137                                      | 34 339                                   | 22 210                                   | 64,68%                                   |                                          | Dötk 100,00%, Bocska 33,22%              |
| 601 – 1 300                              | 62                                       | 42 844                                   | 24 037                                   | 56,10%                                   | Szepetnek 82,19% Surd 20,80%             |                                          |
| 1 301 – 3 000                            | 20                                       | 26 259                                   | 13 974                                   | 53,22%                                   | Szepetnek 82,19% Surd 20,80%             |                                          |
| 3 001 – 5 000                            | 4                                        | 12 192                                   | 6 673                                    | 54,73%                                   | Hévíz 64,85% Zalakomár 34,62%            |                                          |
| 5 001 – 10 000                           | 2                                        | 13 228                                   | 7 257                                    | 54,86%                                   | Hévíz 64,85% Zalakomár 34,62%            |                                          |
|                                          |                                          | 253                                      | 130 335                                  | 75 390                                   | 57,84%                                   |                                          |
|                                          |                                          |                                          |                                          |                                          |                                          |                                          |
| Középvárosi választókerület              |                                          |                                          |                                          |                                          |                                          |                                          |
|                                          | 10 000 fölött                            | 1                                        | 17 584                                   | 6 022                                    | 34,25%                                   | Keszthely                                |
|                                          |                                          |                                          |                                          |                                          |                                          |                                          |
| Összesen                                 | Összesen                                 | 254                                      | 147 919                                  | 81 412                                   | 55,04%                                   |                                          |

## Eredmény
| Lista        | Lista                    | Érvényes szavazat | Érvényes szavazat | Küszöb | Küszöb | Képviselő | Képviselő |
| Lista        | Lista                    | Érvényes szavazat | Érvényes szavazat | kt     | kv     | Képviselő | Képviselő |
| ------------ | ------------------------ | ----------------- | ----------------- | ------ | ------ | --------- | --------- |
|              |                          |                   |                   |        |        |           |           |
|              | FKGP-Fidesz-KDNP-MDF     | 29 681            | 39,09%            | ✓      |        | 17        | 42,5%     |
| KDNP-FKGP-VP |                          | 29 681            | 39,09%            | ✓      |        | 17        | 42,5%     |
| Fidesz-MDF   |                          | 29 681            | 39,09%            | ✓      |        | 17        | 42,5%     |
|              |                          |                   |                   |        |        |           |           |
|              | MSZP                     | 20 310            | 26,75%            | ✓      | ✓      | 12        | 30,0%     |
|              | SZDSZ                    | 13 212            | 17,40%            | ✓      | ✓      | 7         | 17,5%     |
|              | Agrárszövetség           | 3 508             | 4,62%             | ✓      |        | 2         | 5,0%      |
|              | Balatoni Szövetség       | 2 865             | 3,77%             | ✓      |        | 2         | 5,0%      |
|              | Mezőgazdasági Szöv.      | 2 789             | 3,67%             | ✗      |        | 0         |           |
|              | Söjtöri Méhészek         | 2 245             | 2,96%             | ✗      |        | 0         |           |
|              | Zalaapáti Falubarát Egy. | 1 311             | 1,73%             | ✗      |        | 0         |           |
| Összesen     | Összesen                 | 75 921            |                   |        |        | 40        |           |

| A szavazatok eloszlása   | A szavazatok eloszlása   | A szavazatok eloszlása | A szavazatok eloszlása | A szavazatok eloszlása |
| ------------------------ | ------------------------ | ---------------------- | ---------------------- | ---------------------- |
|                          |                          |                        |                        |                        |
| FKGP-Fidesz-KDNP-MDF-VP  | FKGP-Fidesz-KDNP-MDF-VP  |                        | 39,09%                 | 39,09%                 |
| MSZP                     | MSZP                     |                        | 26,75%                 | 26,75%                 |
| SZDSZ                    | SZDSZ                    |                        | 17,40%                 | 17,40%                 |
| Agrárszövetség           | Agrárszövetség           |                        | 4,62%                  | 4,62%                  |
| Balatoni Szövetség       | Balatoni Szövetség       |                        | 3,77%                  | 3,77%                  |
| Mezőgazdasági Szöv.      | Mezőgazdasági Szöv.      |                        | 3,67%                  | 3,67%                  |
| Söjtöri Méhészek         | Söjtöri Méhészek         |                        | 2,96%                  | 2,96%                  |
| Zalaapáti Falubarát Egy. | Zalaapáti Falubarát Egy. |                        | 1,73%                  | 1,73%                  |
|                          |                          |                        |                        |                        |

| A képviselői helyek eloszlása | A képviselői helyek eloszlása | A képviselői helyek eloszlása | A képviselői helyek eloszlása | A képviselői helyek eloszlása |
| ----------------------------- | ----------------------------- | ----------------------------- | ----------------------------- | ----------------------------- |
|                               |                               |                               |                               |                               |
| FKGP-Fidesz-KDNP-MDF-VP       | FKGP-Fidesz-KDNP-MDF-VP       |                               | 42,50%                        | 42,50%                        |
| MSZP                          | MSZP                          |                               | 30,00%                        | 30,00%                        |
| SZDSZ                         | SZDSZ                         |                               | 17,50%                        | 17,50%                        |
| Agrárszövetség                | Agrárszövetség                |                               | 5,00%                         | 5,00%                         |
| Balatoni Szövetség            | Balatoni Szövetség            |                               | 5,00%                         | 5,00%                         |
|                               |                               |                               |                               |                               |

| Bővített eredménytáblázat         | Bővített eredménytáblázat         | Bővített eredménytáblázat | Bővített eredménytáblázat | Bővített eredménytáblázat | Bővített eredménytáblázat     | Bővített eredménytáblázat | Bővített eredménytáblázat | Bővített eredménytáblázat | Bővített eredménytáblázat |
| Lista                             | Lista                             | Szavazat                  | jogosultak arányában      | szavazók arányában        | érvényes szavazatok arányában | Küszöb                    | Küszöb                    | Képviselő                 | Képviselő                 |
| Lista                             | Lista                             | Szavazat                  | jogosultak arányában      | szavazók arányában        | érvényes szavazatok arányában | kt                        | kv                        | Képviselő                 | Képviselő                 |
| --------------------------------- | --------------------------------- | ------------------------- | ------------------------- | ------------------------- | ----------------------------- | ------------------------- | ------------------------- | ------------------------- | ------------------------- |
|                                   |                                   |                           |                           |                           |                               |                           |                           |                           |                           |
|                                   | FKGP-Fidesz-KDNP-MDF              | 29 681                    | 20,08%                    | 36,54%                    | 39,09%                        | ✓                         |                           | 17                        | 42,5%                     |
| KDNP-FKGP-VP                      |                                   | 29 681                    | 20,08%                    | 36,54%                    | 39,09%                        | ✓                         |                           | 17                        | 42,5%                     |
| Fidesz-MDF                        |                                   | 29 681                    | 20,08%                    | 36,54%                    | 39,09%                        | ✓                         |                           | 17                        | 42,5%                     |
|                                   |                                   |                           |                           |                           |                               |                           |                           |                           |                           |
|                                   | MSZP                              | 20 310                    | 13,74%                    | 25,01%                    | 26,75%                        | ✓                         | ✓                         | 12                        | 30,0%                     |
|                                   | SZDSZ                             | 13 212                    | 8,94%                     | 16,27%                    | 17,40%                        | ✓                         | ✓                         | 7                         | 17,5%                     |
|                                   | Agrárszövetség                    | 3 508                     | 2,37%                     | 4,32%                     | 4,62%                         | ✓                         |                           | 2                         | 5,0%                      |
|                                   | Balatoni Szövetség                | 2 865                     | 1,94%                     | 3,53%                     | 3,77%                         | ✓                         |                           | 2                         | 5,0%                      |
|                                   | Mezőgazdasági Szöv.               | 2 789                     | 1,89%                     | 3,43%                     | 3,67%                         | ✗                         |                           | 0                         |                           |
|                                   | Söjtöri Méhészek                  | 2 245                     | 1,52%                     | 2,76%                     | 2,96%                         | ✗                         |                           | 0                         |                           |
|                                   | Zalaapáti Falubarát Egy.          | 1 311                     | 0,89%                     | 1,61%                     | 1,73%                         | ✗                         |                           | 0                         |                           |
| Összesen                          | Összesen                          | 75 921                    | 51,35%                    | 93,47%                    | 100%                          |                           |                           | 40                        | 100%                      |
| érvénytelen és hiányzó szavazólap | érvénytelen és hiányzó szavazólap | 5 302                     | 3,59%                     | 6,53%                     |                               |                           |                           |                           |                           |
|                                   |                                   |                           |                           |                           |                               |                           |                           |                           |                           |
| Szavazó                           | Szavazó                           | 81 223                    | 54,94%                    | 100%                      |                               |                           |                           |                           |                           |
| Távolmaradó                       | Távolmaradó                       | 66 622                    | 45,06%                    |                           |                               |                           |                           |                           |                           |
|                                   |                                   |                           |                           |                           |                               |                           |                           |                           |                           |
| Választójogosult                  | Választójogosult                  | 147 845                   | 100%                      |                           |                               |                           |                           |                           |                           |
|                                   |                                   |                           |                           |                           |                               |                           |                           |                           |                           |

### Választókerületenként
| Lista    | Lista        | Érvényes szavazat | Érvényes szavazat | Küszöb | Képviselő | Képviselő |
| -------- | ------------ | ----------------- | ----------------- | ------ | --------- | --------- |
|          | MSZP         | 2 051             | 35,08%            | ✓      | 2         | 40%       |
|          | SZDSZ        | 1 415             | 24,20%            | ✓      | 1         | 20%       |
|          | KDNP-FKGP-VP | 1 395             | 23,86%            | ✓      | 1         | 20%       |
|          | Fidesz-MDF   | 986               | 16,86%            | ✓      | 1         | 20%       |
| Összesen | Összesen     | 5 847             |                   | 4/4    | 5         |           |

A választás alapvetően a kistelepülési választókerületben dőlt el, hiszen abban 35, míg a középvárosi kerületben csupán 5 képviselői helyet osztottak ki.
A középvárosi (azaz keszthelyi) választókerületben kevesebb mint 6 ezer érvényes szavazatot adtak le a választópolgárok. A voksok bő harmada az MSZP listájára érkezett, míg egy-egy negyednyi jutott az SZDSZ, illetve az FKGP-KDNP-VP listára. A 4%-os küszöböt 234 szavazat jelentette, de ezt többszörösen meghaladta a legkevesebb szavazatot összegyűjtő Fidesz-MDF lista.
Az MSZP kettő, a többi lista pedig egy-egy képviselői helyhez jutott a középvárosi kerületből.
| Lista    | Lista                    | Érvényes szavazat | Érvényes szavazat | Küszöb | Képviselő | Képviselő |
| -------- | ------------------------ | ----------------- | ----------------- | ------ | --------- | --------- |
|          | FKGP-Fidesz-KDNP-MDF     | 27 300            | 38,96%            | ✓      | 15        | 42,9%     |
|          | MSZP                     | 18 259            | 26,06%            | ✓      | 10        | 28,6%     |
|          | SZDSZ                    | 11 797            | 16,84%            | ✓      | 6         | 17,1%     |
|          | Agrárszövetség           | 3 508             | 5,01%             | ✓      | 2         | 5,7%      |
|          | Balatoni Szövetség       | 2 865             | 4,09%             | ✓      | 2         | 5,7%      |
|          | Mezőgazdasági Szöv.      | 2 789             | 3,98%             | ✗      | 0         |           |
|          | Söjtöri Méhészek         | 2 245             | 3,20%             | ✗      | 0         |           |
|          | Zalaapáti Falubarát Egy. | 1 311             | 1,87%             | ✗      | 0         |           |
| Összesen | Összesen                 | 70 074            |                   | 5/8    | 35        |           |

A kistelepülési választókerületben 70 ezer érvényes szavazatot számoltak össze a szavazatszámláló bizottságok tagjai. Ezek közül a legtöbb a jobboldali közös listát támogatta, 27 ezres számuk közel 40%-os arányt jelentett. A baloldal két országosan kormánykoalíciót alkotó pártja külön-külön mérettette meg magát: az MSZP-re bő 18 ezren, az SZDSZ-re közel 12 ezren szavaztak. A két párt együttes támogatottsága közel háromezer szavazattal előzte meg a jobboldali vetélytársaikét.
A szavazatok tehát enyhe baloldali fölényt mutattak, s ez a mandátumok elosztásában is tükröződött: a négy jobboldali párt 15, a két baloldali 16 képviselőt küldhetett a kistelepülési szavazók jóvoltából a megyeházára.
A kistelepülési választókerületben a 4%-os küszöböt 2 803 szavazat jelentette. Ezt az országgyűlési pártokon kívül még két szervezetnek sikerült meghaladnia: az Agrárszövetség egy százalékkal, míg a Balatoni Szövetség alig egy ezrelékkel lépte át a bejutási küszöböt. Mindkét szervezet kettő-kettő képviselői helyhez jutott.
| Lista               | Választókerület | Eltérés  | Eltérés |
| Lista               | Választókerület | Szavazat | %p      |
| ------------------- | --------------- | -------- | ------- |
| Mezőgazdasági Szöv. | kistelepülés    | −14      | -0,02   |
| Balatoni Szövetség  | kistelepülés    | 62       | +0,09   |
| Söjtöri Méhészek    | kistelepülés    | −558     | -0,80   |

Még ennél is drámaibban alakult a mezőgazdász szövetkezetek sorsa: alig egy tucatnyi vokssal maradtak el a megyei képviselet lehetőségétől. A söjtöri méhészeknek sem sikerült a bejutás, bár ők is 3% fölötti eredményt értek el 2200 szavazójuk jóvoltából. A zalaapátiak falubarát egyesülete ezerháromszáz szavazattal zárta a sort a kistelepülések kerületében.
A kistelepülési kerületben arra a három listára amelyik nem jutott képviselői helyhez, összesen 6 345 szavazat érkezett (9,05%). A középvárosi kerületben mind a négy induló lista bejutott a közgyűlésbe.

## Az új közgyűlés
| \| 13 \| 12 \| 7 \| 4 \| 2 \| 2 \| |                    |            |            |   |   |
| Szervezetek                        | Szervezetek        | Képviselők | Képviselők |   |   |
|                                    | Fidesz-KDNP-MDF-VP | 13         | 32,5%      |   |   |
|                                    | MSZP               | 12         | 30,0%      |   |   |
|                                    | SZDSZ              | 7          | 17,5%      |   |   |
|                                    | FKGP               | 4          | 10,0%      |   |   |
|                                    | Agrárszövetség     | 2          | 5,0%       |   |   |
|                                    | Balatoni Szövetség | 2          | 5,0%       |   |   |
| Összesen                           | Összesen           | 40         |            |   |   |
| 13                                 | 12                 | 7          | 4          | 2 | 2 |

| Elnök          | Elnök | Elnök      |
| -------------- | ----- | ---------- |
| Varga László   |       |            |
|                |       |            |
| MSZP           |       |            |
|                |       |            |
| Alelnökök      |       |            |
| Horváth Gyula  |       | SZDSZ      |
| Horváth Alajos |       | Fidesz-MDF |
|                |       |            |

Néhány nappal a választások után közös sajtótájékoztatón jelentette be az MSZP, az SZDSZ, az Agrárszövetség és a Balatoni Szövetség a koalíciós megállapodásukat. A négy szervezet 23 képviselővel bírt a 40 fős közgyűlésben.
Az alakuló ülésre december 21-én került sor. Az ülésen elnökké választották Varga Lászlót, az MSZP kistelepülési listavezetőjét. Varga László 1990-ig tanácselnökként, majd pedig a közgyűlés alelnökeként vett részt a megye vezetésében. Alelnökké Horváth Gyulát választották, aki az SZDSZ kistelepülési listájáról került be a közgyűlésbe.
Január 13-án, a közgyűlés következő ülésén, szintén alelnökké választották Horváth Alajost, az ellenzék részéről, aki a Fidesz-MDF középvárosi listáját vezette. Ugyanezen az ülésnapon FKGP négy képviselője önálló frakciót alapítva kivált a jobboldali pártok közös képviselőcsoportjából.

### A megválasztott képviselők
| FKGP-Fidesz-KDNP-MDF    |
| ----------------------- |
|                         |
| kistelepülések          |
| Bagó József             |
| Császár József          |
| Rudics Róbert           |
| Nagy Kálmán             |
| Nemes Kálmán            |
| Huszti Zoltán Ferenc    |
| Györe József            |
| Medvéssy Lajos          |
| dr. Kalmár Béla         |
| dr. Belák Péter         |
| Dobos Béla              |
| dr. Zsiga Zsolt         |
| dr. Hegedűs Mihály      |
| Tarnóczky Attila László |
| Bedenek József          |

| KDNP-FKGP-VP    |
| --------------- |
|                 |
| középvárosok    |
| dr. Jakus Péter |

| Fidesz-MDF     |
| -------------- |
|                |
| középvárosok   |
| Horváth Alajos |

| MSZP                         |
| ---------------------------- |
|                              |
| kistelepülések               |
| Varga László                 |
| dr. Balogh Miklós            |
| Guitprechtné Molnár Erzsébet |
| Horváth József               |
| Gombás József                |
| Rostonics László             |
| Szabó Vendel                 |
| Schmidt István               |
| dr. Szabó Balázs             |
| Góra Balázs                  |
| középvárosok                 |
| Veér Miklós                  |
| Kenesei Zoltán               |

| SZDSZ               |
| ------------------- |
|                     |
| kistelepülések      |
| dr. Szigethy István |
| Horváth Gyula       |
| Tislér István       |
| Kósa László         |
| Zentai György       |
| Kozma János Károly  |
| középvárosok        |
| dr. Kulcsár Péter   |

| Agrárszövetség             |
| -------------------------- |
|                            |
| kistelepülések             |
| Horváth Ottó               |
| Fazekas Istvánné Vas Mária |

| Balatoni Szövetség |
| ------------------ |
|                    |
| kistelepülések     |
| Szalóky Jenő       |
| Seffer Imre        |

### MTI hírek
- http://archiv1988-2005.mti.hu

A Magyar Távirati Iroda archívuma elérhető a világhálón, abban az 1988 óta megjelent hírek szabadon kereshetők. Ugyanakkor a honlap olyan technológiával készült, hogy az egyes hírekre nem lehet közvetlen hivatkozást (linket) megadni. Így a kereséshez szükséges alapadatok megadásával újra ki kell keresni az adott hír (cím kulcsszavai, dátum megadása).
1. ↑  MTI hír: „Megalakult és vezetőket választott Zala megye önkormányzata”, Magyar Távirati Iroda, 1990. december 29. (Hozzáférés: 2017. február 14.)
2. ↑  „Új koalíció a zalai megyegyűlésben”, Magyar Távirati Iroda, 1994. december 16. (Hozzáférés: 2017. május 20.)
3. ↑  „Megalakult a Zala Megyei Közgyűlés”, Magyar Távirati Iroda, 1994. december 21. (Hozzáférés: 2017. május 20.)
4. ↑  Horváth Gyula ezek után lemondott Zalaszentmihály polgármester címéről. „Kiegészítés a Megalakult a Zala Megyei Közgyűlés című, mtib1045. számú hírünkhöz”, Magyar Távirati Iroda, 1994. december 21. (Hozzáférés: 2017. május 20.)
5. ↑  „Teljes a Zala megyei közgyűlés”, Magyar Távirati Iroda, 1995. január 13. (Hozzáférés: 2017. május 20.)